# Politique publique
Une politique publique est une intervention de l'État ou d'une autre autorité publique (banque centrale, collectivité territoriale…) afin d'avoir un effet sur la société ou un territoire. Les politiques publiques sont la modalité d'action de la puissance publique.

## Concept
Jean-Claude Thoenig définit les politiques publiques comme les « interventions d’une autorité investie de puissance publique et de légitimité gouvernementale sur un domaine spécifique de la société ou du territoire ». Le terme prend un sens différent selon la discipline qui l'utilise. Ainsi, en sociologie politique, la politique publique est analysée par ses acteurs, par les étapes de sa mise en place, ainsi qu'à travers ses conséquences (il est alors question de « sociologie de l’action publique ») ; la science administrative, elle, tend à analyser et à évaluer une politique publique en fonction de sa capacité à atteindre les objectifs qui lui ont été assignés, ainsi qu'en fonction de l'efficacité des moyens déployés.
Dans ce cadre, les politiques publiques peuvent également être décrites comme « un ensemble d'actions coordonnées, réalisées par une puissance publique, dans l'optique d'obtenir une modification ou une évolution d'une situation donnée ». Étudier leur impact permet de décrire la capacité qu'a une puissance publique à gérer les attentes et les problèmes propres à la société ou au pan de société concerné(e) et à agir en fonction d'une stratégie publique, de court, moyen ou long terme. Les domaines concernés peuvent être de toute nature : infrastructure, santé, famille, logement, emploi, formation professionnelle, recherche, fonction publique, crise, déficit...
L’évaluation des politiques publiques, présentée comme un nouvel outil d’aide à la décision publique, est apparue aux États-Unis dans les années 1960 avant de se développer au Royaume-Uni, dans les pays scandinaves puis dans les autres démocraties occidentales vingt ans plus tard. La Commission européenne en a fait notamment une exigence réglementaire systématique dans le cadre des financements alloués aux États membres à partir des années 1990.

## Typologie

### Paradigme pluraliste
Le paradigme pluraliste étudie les situations où le processus de décision politique est la résultante d’une interaction entre une multitude d'acteurs. Cette théorie anglo-saxonne sert à rendre compte d’une réalité politique où une multitude de groupes d’intérêts représente des intérêts divergents et sont reconnus en tant qu’acteurs légitimes non seulement par l’État mais aussi par les autres groupes d'intérêts concurrents. Ce paradigme correspond le plus à l'idée libérale d'un État-gendarme dont l'intervention est limitée au strict nécessaire.

### Paradigme corporatiste
Le paradigme corporatiste étudie les cas où ce processus résulte principalement d'une collaboration entre des corporations, qui représentent la société civile de manière structurée. Il a été beaucoup utilisé pour décrire le fonctionnement de la société allemande dans les années 1980.

### Paradigme néocorporatiste
Le paradigme néocorporatiste considère que certains acteurs sont dominants et coproduisent les politiques publiques avec l'État. Il sert à étudier beaucoup de politiques récentes, notamment en Allemagne.

### Paradigme étatiste
Le paradigme étatiste est utile pour l'analyse des situations où l'État est l'acteur principal, voire exclusif, des politiques publiques. Il peut correspondre au système socialiste. Une version moins extrême renvoie au système bureaucratique français développés après-guerre, dans le cadre de grands plans étatiques (politique quinquennale).

## Politiques publiques et monde académique

### Politiques publiques et science politique
En France, des années 50 jusqu’aux années 60-70, les politiques publiques étaient généralement étudiées comme des interventions ne pouvant émaner que de l’État. Ce dernier était alors perçu comme incontournable, que ce soit en tant qu’État-gendarme ou en tant qu’État-providence. L’étude des politiques publiques était alors focalisée sur l’analyse stratégique et la rationalité de l’action publique, en fonction d’approches qualifiées de volontaristes ou de décisionnistes. Les politiques publiques étaient souvent associées à la métaphore du « tireur » : leur « bonne » réalisation dépendait de la capacité du décideur public en tant que « tireur » à atteindre un objectif « cible » par la mobilisation des ressources étatiques,.
Toujours en France, ces approches furent rapidement complétées par d’autres écoles, souvent inspirées d’une approche plus sociologique de la science politique : le corporatisme, le pluralisme, le néocorporatisme, le corporatisme sectoriel… Par exemple, le corporatisme sectoriel fut développé par Bruno Jobert et Pierre Muller. Cette conception amène à analyser les politiques sectorielles, « qui découpent l’intervention de l’État en autant d’unités d’action et de recherche, en rapportant leur « mécanique » interne aux exigences d’un État moderne en crise ». En d’autres termes, il existerait un référentiel global, qui correspond à l’État et à son rôle dans la société, et un référentiel sectoriel, qui correspond aux missions imparties à chaque politique publique. Il est dès lors question d’étudier les mécanismes d’intégration et de mise en cohérence de ces différents référentiels. Selon Bruno Jobert et Pierre Muller, ces ajustements entre référentiels étaient rendus possibles par l'existence d'élites travaillant au niveau ministériel, sur des questions transsectorielles.
L’étude du rapport entre l'État et les politiques publiques resta central dans les travaux universitaires français jusqu’à la fin des années 1980, au travers de l’analyse des processus de planification ou des idées en actions. Cependant, ces outils d’analyse des politiques publiques, qui tiennent pour acquis l’existence d’un cadre étatique national, furent peu à peu remis en question par la perte de centralité de l’État dans les sociétés contemporaines depuis les années 1980 (perte de capacité de l’État à diriger l’économie, fragmentation des sociétés nationales et structuration d’espaces politiques supra-nationaux),. Ce sont les premières remises en question de l'approche décisionniste de l'étude des politiques publiques :
- Les approches classiques idéaliseraient une conception « logique et rationnelle » des politiques publiques ;
- Elles négligeraient l’étape de réalisation des actions publiques ;
- Elles se focaliseraient sur des décideurs publics, alors que les phénomènes étudiés sont en réalité des constructions collectives ;
- Elles seraient obnubilées par le rôle de l’État, au point de ne pas accorder une attention suffisante aux intervenants extérieurs des actions collectives.

Dans cette optique, les politiques publiques furent de plus en plus analysées en fonction de cadres scientifiques inspirés de la sociologie politique, plus précisément de la sociologie des organisations, de la sociologie historique de l'État et des policy analysis nord-américaines.

### Politiques publiques et sociologie politique (social politique)
À partir des années 1960, certains centres français de sociologie, tels que le Centre de Sociologie des Organisations de Paris, le Centre d'étude et de recherche sur la vie locale de Bordeaux ou encore le Centre de recherche sur le politique, l’administration et le territoire de Grenoble, vont s'intéresser à l'étude des politiques publiques. Cet intérêt se matérialisera au travers de travaux empiriques consacrés au fonctionnement concret de l’administration dans sa gestion des politiques publiques, ainsi qu'au système politico-administratif français,. Se crée ainsi un dialogue interdisciplinaire entre la sociologie et la science politique, amenant à critiquer les analyses administratives de l’organisation étatique française, ainsi qu’à insister sur le rôle des collectivités territoriales et du local dans la mise en œuvre des politiques publiques. Par exemple, le politiste Jean-Claude Thoenig travaillera sur les relations entre l'État et le personnel des communes. Pour leur part, les sociologues Jacques Lagroye et Vincent Wright compareront les structures locales en Grande-Bretagne et en France.
En 1996, après une longue période de remise en question du rôle de l'État et de la notion même de politique publique, un nombre croissant de sociologues va soutenir l'existence d'une recomposition de l'État, non plus au travers de grandes politiques publiques nationales, mais au moyen d'actions publiques intégrées à un enchevêtrement de structures sociales, nationales, européennes et locales. On observerait ainsi une perte de pouvoir coercitif de l’État au profit d’une capacité renforcée à la régulation et à la mobilisation des acteurs et des ressources,. Certains évoquent à ce sujet le passage d'une logique de gouvernement, caractérisée par une organisation pyramidale et hiérarchisée, à une logique de gouvernance, où les acteurs se coordonnent et s’organisent en vue de buts négociés collectivement plus que du fait d’objectifs imposés par une hiérarchie centralisée.
Cette transformation des méthodes et des centres d'intérêt des analystes de l'action publique a dès lors permis de multiplier les points de vue : comparaison internationale ; étude des flux, de la circulation des idées et des concepts… Ces champs de recherche furent adoptés par différents courants d'étude des politiques publiques : les approches néoinstitutionnalistes, portant sur la comparaison internationale des institutions nationales ou s’intéressant aux notions de régulation économique, politique et sociale ; les approches sociohistoriques, axées sur l’européanisation et l’internationalisation des échanges ; les approches néomarxistes consacrées aux relations entre l’État et le capital ; etc.

### Politiques publiques et économie
La science économique aborde également les politiques publiques, notamment dans le cadre de l'évaluation de politiques publiques et de l'économie publique. Arthur Cecil Pigou (1932) et Ronald Coase ont tous deux mené des recherches sur les critères de légitimité d'une politique publique. Ils les considèrent légitimes dès lors qu'il y a une défaillance de marché, et que les coûts de l'intervention sont inférieurs aux avantages procurés pour la société.

## Relations au local
À partir du début des années 1990, l'État français tend à développer et à institutionnaliser des politiques publiques dites « politiques de la ville », c'est-à-dire des actes d'engagement par lesquels une ou plusieurs collectivités territoriales, sous l'égide de l'État, décident de mettre en œuvre conjointement un programme pluriannuel relatif à leurs territoires. Par son ancrage territorial, ce type d'initiative est alors profondément nouveau, en rupture avec les grandes politiques publiques nationales classiques. Le politiste Gérard Chevalier analyse cette évolution comme un moyen aux « finalités cachées », permettant au gouvernement de mieux encadrer les politiques municipales.
Cependant, à la suite des décentralisations successives, le développement des politiques publiques locales va être de plus en plus souvent analysé comme une délégation de responsabilités depuis l'État vers les collectivités territoriales. En 2003, cette optique fut notamment développée par Patrick Le Galès. Partant de l’observation selon laquelle les sociétés nationales sont devenues essentiellement urbaines, ce chercheur considère que les villes et les régions sont des lieux privilégiés de lecture des transformations sociales. Combinant cette approche territoriale à une analyse des instruments locaux de l’action publique, il décrit alors une transformation profonde de certaines grandes villes européennes, qui passent du statut de territoires, soumis à leurs environnements respectifs, à celui d’acteurs proactifs. Plus précisément, en construisant leurs propres gouvernances urbaines, les acteurs urbains prendraient en main leurs territoires et se créeraient une autonomie nouvelle vis-à-vis de l’État.
Dans un article publié en 2005, Renaud Epstein développe une nouvelle analyse du rôle des politiques publiques locales et de l'impact de la décentralisation sur les capacités d'action des collectivités locales. Selon ce chercheur, l’État Français a peu à peu développé de nouveaux outils au travers de politiques étatiques par projet. Ces politiques consistent à proposer aux acteurs publics locaux un cofinancement étatique pour réaliser les projets dont ils ont la charge depuis les dernières décentralisations, sous condition de conformité des dits projets aux attentes étatiques. Par exemple, la collectivité doit satisfaire certains quotas en matière de logement ou privilégier tel ou tel type de technologie pour aménager numériquement son territoire. Cette situation aboutirait à un système de mise en compétition des territoires, baptisé « gouvernement à distance ». Selon ce politiste, « la politique de rénovation urbaine annonce l’émergence d’un nouveau modèle néolibéral de gouvernement à distance des territoires », où l’État délègue des responsabilités aux collectivités, cloisonne l’accès aux ressources et met les villes en compétition pour obtenir des sources étatiques de financement. Les villes sont dès lors très fortement incitées à se conformer par elles-mêmes aux attentes gouvernementales, sans que l’État ait à réaliser préalablement un coûteux travail de normalisation des initiatives locales.
Les politiques publiques locales peuvent enfin être analysées comme des projets de mobilisation territoriale, ou « démarches par projets ». Ce type d'initiative locale repose non plus sur une relation top-down, où l'État est à l'origine des actions publiques ; mais sur une relation bottom-up où la collectivité initie de manière autonome les démarches locales. Cette pratique permet ainsi de mobiliser des ressources et un tissu d’acteurs urbains pour répondre à un enjeu local. Dans un second temps, elle permet de créer un tissu d’interdépendances, de collaborations et de structures locales, à l’origine du développement de gouvernances urbaines. Ce type de politique locale est cependant inégalement accessible selon les ressources et les capacités de chaque collectivité territoriale : les métropoles françaises sont ainsi souvent les premières investies dans ce type de dynamiques.
Les politiques publiques peuvent être mises en œuvre en réseau et en partenariat avec multiples parties prenantes, dont différents niveaux de l’État, y compris des acteurs du niveau régional et local. Par exemple, la politique publique de l'innovation peut être mise en œuvre à travers, entre autres, la mise en place de Systèmes régionaux d'innovation.

## L'élaboration de politiques publiques à partir de données

### Éléments de définition
Une politique axée sur les données (en anglais Data-driven policy) ou politique fondée sur les preuves (en anglais Evidence-based policy) sont des politiques conçues par un gouvernement sur la base de données existantes, de preuves, d'une analyse rationnelle et de l'utilisation des technologies de l'information pour cristalliser les problèmes et mettre en évidence des solutions efficaces. L'élaboration de politiques axées sur les données vise à utiliser les données et à collaborer avec les citoyens pour co-créer des politiques. Les décideurs politiques peuvent désormais utiliser de nouvelles sources de données et des développements technologiques tels que l'intelligence artificielle pour obtenir de nouvelles perspectives et prendre des décisions politiques qui contribuent au développement de la société.
Aujourd'hui, les décideurs politiques utilisent les données pour penser les politiques et la conception des services publics, tout en répondant aux demandes d'engagement des citoyens. Le modèle de gouvernance anticipative est particulièrement important si l'on considère la quantité de données disponibles. Avec les nouvelles technologies mises en œuvre dans l'administration publique, une visualisation plus complète des problèmes actuels émerge, permettant une plus grande précision dans l'élaboration de politiques ciblées. La science des données implique la transformation, l'analyse, la visualisation et la présentation des données, et peut potentiellement améliorer la qualité de vie et la société en fournissant un environnement plus informatif pour le débat public et la prise de décision politique. L'optimisation des ressources, l'amélioration des services publics actuels et la réduction des fraudes et des erreurs sont quelques exemples de l'utilisation de la science des données dans l'élaboration des politiques publiques.

### Limites
Le déploiement de modèles de gouvernance réellement efficients basés sur la donnée nécessite en amont un travail important de collecte, de traitement puis de traduction des données. Ce travail requiert des compétences techniques et des moyens financiers et humains importants que les collectivités ne possèdent pas toujours.
Se pose également la question du management. En effet, le pilotage des villes et l'élaboration de politiques publiques par la donnée nécessitent l’intégration de ces données dans les processus de travail déjà existants des collectivités. Si une utilisation des données est censée fluidifier et faciliter le travail, elle doit pour cela être intégrée dans la formation des agents pour ne pas interférer dans leurs actions (conflit d’expertise). Il s’agit ici de modifier la culture du travail et de faire face, pour les agents publics, à l’explosion de l’information. Ainsi, c’est la mutation du service public dans son ensemble qui est mise en question ici.
De plus, chaque donnée est produite dans un but spécifique. Par conséquent, elle est enregistrée par un acteur précis, à un endroit précis, à un moment précis, tant de caractéristiques qui font d’elle un outil difficilement transposable ou réutilisable. Selon Antoine Courmont, directeur scientifique de la chaire Villes et numériques de Sciences Po, les 3 principaux freins à la réutilisation des données sont « l’absence, dans le jeu de données initial, des informations nécessaires pour cette nouvelle utilisation », « l’échelle initiale de la donnée qui correspond au périmètre de compétence de l’institution » et « l’absence d’uniformité des données » (sur ce dernier point, il convient de noter une évolution depuis la pandémie de COVID-19). Ainsi, la réutilisation d'une donnée est très difficile tant ses caractéristiques propres sont attachées au cadre et à la fonction pour laquelle elle a été pensée initialement.
Enfin, produire de la donnée et choisir cette donnée comme support de réflexion à la mise en place d’une politique, c’est choisir de se concentrer sur un fait, un élément spécifique. Ainsi, toute donnée est par nature “réductionniste” et ne présente toujours qu’une vision limitée et orientée d’un problème, ce qui est une limite de fait à l’élaboration de politiques publiques fondées sur des données. La définition de la donnée ainsi que la manière dont on choisit de la produire peuvent mener à de mauvaises interprétations. Il faut ainsi veiller, au-delà de la simple interprétation, à bien prendre connaissance des méthodes de production, de collecte et de définition sous-jacentes des jeux de données.

## Critiques et limites

### Effets pervers
Les politiques publiques sont parfois critiquées pour leurs effets pervers. L'intervention de l'Etat dans le fonctionnement de la société et du marché peut, comme le montre David K. Levine en 2011, perturber les signaux du marché et heurter la croissance à moyen et à long terme.